# NGC 804
NGC 804 est une galaxie lenticulaire située dans la constellation du Triangle. NGC 804 a été découverte par l'astronome américain Lewis Swift en 1885. Cette galaxie a aussi été observée par l'astronome français Guillaume Bigourdan le 24 décembre 1897 et elle a été ajoutée à l'Index Catalogue sous la désignation IC 1773.

## Caractéristiques
Sa vitesse par rapport au fond diffus cosmologique est de 5 014 ± 33 km/s, ce qui correspond à une distance de Hubble de 74,0 ± 5,2 Mpc (∼241 millions d'al).